# Леонидас Пиргос
Леонидас Пиргос (грч. Λεονίδας Πύργος; рођен у Мантинеји Аркадија — ?) је био професионални грчки тренер у мачевању који се такмичио на првим Олимпијским играма 1896. у Атини.
Учествовао је у дисциплини флорет за професионалне тренере и у финалу је био бољи од француског представника Жана Мориса Перонеа са 3:1. То је једина дисциплина на Олимпијским играма у којој су могли учествовати професионалци. Професионализам је био забрањен у остатку такмичења.

## Резултати
| Меч | Победник              | Туш | Поражени                   |
| --- | --------------------- | --- | -------------------------- |
| 1   | Леонидас Пиргос Грчка | 3-1 | Жан Морис Пероне Француска |